# 坪林森林公園
坪林森林公園是一座森林公園，位於臺灣臺中市太平區，鄰近勤益科技大學及國軍台中總醫院。佔地11.4公頃。其前身為國防部坪林營區的一部分。園內設有滯洪池，芒果林，還有一座可容納約1200名觀眾的大型展演的戶外廣場。

## 歷史
台灣日治時期二戰後期，日本帝國將現在的坪林森林公園與周邊土地設置台中東飛行場。
1945年中華民國政府接收原日本台灣總督府領土後，國防部將東飛行場部分土地改成坪林營區，做為中華民國國軍新兵訓練、駕訓中心及各種軍種屯紮使用。
1990年代後營區周邊人口激增、都市擴張結果，加上營區旁的國立勤益技術學院升格為科技大學後，面臨校地不足的問題，使得坪林營區遷移問題浮上檯面。
2006年，時任太平市長余文欽開始為坪林營區土地移撥案向國防部展開陳情與協調，隨後獲得各界支持與臺中縣立法委員居中協調。
2008年，國防部從同意營區「代遷代建」改為「無條件、無償釋出」土地面積共31.4178公頃。
2009年，國防部坪林營區遷移，部分營區無償移撥成為國立勤益科技大學校地，部分營區改為公園用地。
2012年8月，公園開始整建動工。
2015年4月21日，坪林森林公園正式啟用。

## 園內設施
內有環場人行道及自行車道、生態停車場、管理中心、公共廁所、森林迷宮、兒童遊戲區、森林步道、觀景平台、戶外展演廣場、親水平台及環湖步道。

## 交通
臺中市市區公車
- 台中客運：15、41
- 豐原客運：51、287
- 中鹿客運：74
- 統聯客運：85、241
- 總達客運：246
- 全航客運：249
- 中台灣客運：956

## 週邊設施
- 國立勤益科技大學
- 國立勤益科技大學崇青社
- 國軍臺中總醫院
- 臺中市立太平國民中學
- 臺中市太平區坪林國民小學
- 臺中市太平區中華國民小學
- 空軍坪林營區（愛國者飛彈基地）
- 太平區戶政事務所
- 太平地政事務所

## 外部連結
- 臺中觀光旅遊網 坪林森林公園（页面存档备份，存于）